# Eutettix variabilis
Eutettix variabilis är en insektsart som beskrevs av Hepner 1942. Eutettix variabilis ingår i släktet Eutettix och familjen dvärgstritar. Inga underarter finns listade i Catalogue of Life.